# Мія Валле
Мія Валле (22 березня 2001 , Beaconsfieldd, Квебек ) — канадська стрибунка у воду, призерка чемпіонату світу.